# Provincia de Karabük
Karabük es una de las 81 provincias en que está dividida Turquía, administrada por un gobernador designado por el Gobierno central.